# Des capsules pour Tralla La
Des capsules pour Tralla La (Tralla La dans la version originale) est une histoire en bande dessinée de l'auteur américain Carl Barks, publiée en juin 1954. Elle met en scène Balthazar Picsou, Donald Duck et ses neveux Riri, Fifi et Loulou, et se déroule à Donaldville et dans l'Himalaya,.

## Synopsis
L'homme d'affaires Balthazar Picsou ne supporte plus son mode de vie centré autour de l'argent, au point d'en tomber malade. Son docteur lui suggère pour le soigner un calmant liquide contenu dans des bouteilles encapsulées. Il lui parle aussi d'une vallée légendaire perdue dans l'Himalaya tibétain, dont les habitants ne connaissent pas l'argent et vivent sereinement : Tralla La. Le magnat est donc décidé de partir pour cette vallée, accompagné de sa famille et emportant son traitement avec lui. Arrivés en Inde, ils parviennent à retrouver la vallée et y découvrent un mode de vie simple. Picsou se met alors à revivre, mais ne se doute pas des catastrophes provoquées par son arrivée...

## Fiche technique
- Code Inducks : W US 6-02.
- Titre original (en anglais) : Tralla La.
- Titre en français : Des capsules pour Tralla La est le titre donné à l'histoire depuis 1999 ; l'histoire s'est aussi appelée en français : Pauvre oncle Picsou ! (pour sa première édition francophone, en 1955), Donald dans la vallée de Tra-la-la !, La monnaie de fer-blanc.
- 32 planches.
- Auteur et dessinateur : Carl Barks[1],[2].

## Analyse

### Construction de l'histoire
Dans une interview de 1981, Barks a déclaré à propos de cette histoire : « The nerve medicine was a running gag to help pull parts of the story together. I had learned about running gags before I ever worked at Disney. It was a kind of thread or connecting link in stories, such as Wodehouse's stories, and in the movies: Chaplin and Laurel and Hardy had running gags. I liked those movies more than romantic ones or shoot-'em-up westerns. The running gags were a necessary part of the stories, like a period at the end of a sentence. »
Soit : « Le médicament pour les nerfs était un running gag pour aider à relier les parties de l'histoire. J'avais appris ce qu'étaient les gags récurrents avant de travailler chez Disney. C'était une sorte de fil conducteur ou de lien dans les histoires, comme celles de Wodehouse, et dans les films : Chaplin, Laurel et Hardy avaient des running gag. J'aimais ces films plus que les films romantiques ou les westerns de type shoot'em up. Les runnings gags étaient une partie nécessaire des histoires, comme un point à la fin d'une phrase. »
C'est dans cette histoire qu'apparaît explicitement pour la première fois le Manuel des Castors Juniors, source inépuisable de connaissances qui reviendra fréquemment dans de futurs épisodes. Cela dit, un livre anonyme semblable fit sa première apparition dans une autre histoire de Carl Barks publiée en mars 1954, Les Mystères de l'Atlantide.

### Références historiques et culturelles

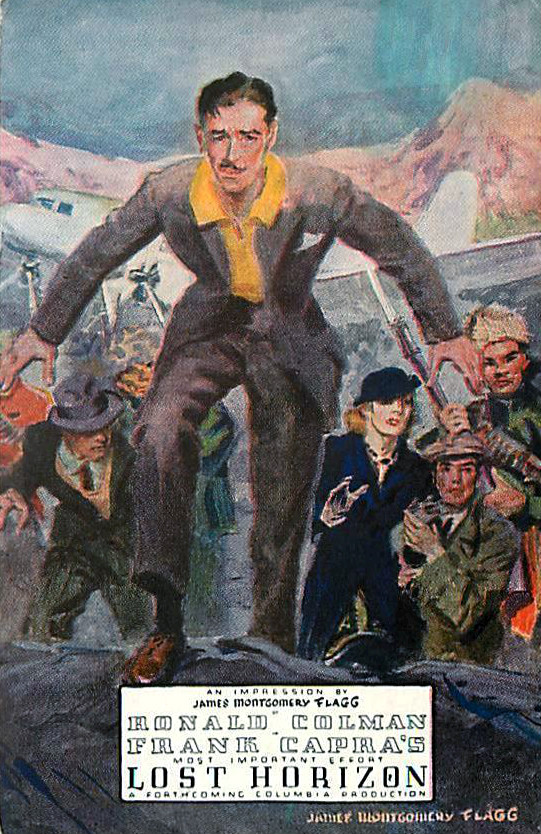
Carte postale promotionnelle pour le film Lost Horizon de 1937. Le recto de la carte présente une illustration de James Montgomery Flagg et le verso un message préimprimé de Ronald Colman, la star du film.